# 黃廷桂
黃廷桂（1691年—1759年），莆陽黃氏，字丹崖。漢軍鑲紅旗人，清朝重臣。官至正一品太保、武英殿大學士兼陝甘總督，又因征準噶爾時調集糧草馬匹得當，為清軍後勤做好足夠的保障，因功被乾隆帝封為三等忠勤伯，並賞與「四團龍補服」、「紅寶石帽頂」、「賞戴雙眼孔雀翎」等。乾隆四十四年時又獲賜「圖形紫光閣」殊榮，乾隆在寫作懷舊詩時，將其列為「五督臣之首」，在其過世後被給予諡號「文襄」，並入祀賢良祠。

## 生平

### 平步青雲
黃廷桂為監生出身。
康熙四十九年（1710年），年方弱冠的黃廷桂，承襲了來自於其曾祖黃憲章所傳下的正五品雲騎尉世職。
康熙五十二年（1713年），23歲的黃廷桂被授予任正五品侍衛處三等侍衛。
康熙五十九年（1720年），30歲的黃廷桂升任正三品鑲紅旗參領。
雍正三年（1725年）十二月十八日，35歲的黃廷桂升任正二品的直隸省宣化鎮總兵。

### 鎮守四川
雍正五年（1727年）二月十二日，升任從一品的四川提督。
同年七月，時任川陝總督、三等威信公岳鍾琪上奏道，在四川成都府，有一個名叫盧宗漢的男子沿街叫喊，說岳鍾琪即將帶領川陝的兵馬起兵反清，而後盧宗漢就被身為四川提督的黃廷桂給抓獲，但應事關本人，所以上奏雍正帝請求裁斷。於是雍正便下旨道，數年以來有許多人在他身邊誹謗岳鍾琪，甚至說岳鍾琪乃是南宋名將、鄂忠武王岳飛之後，所以要為宋金之事報仇雪恨，真乃荒謬之極。岳鍾琪功勳卓著，所以雍正才讓其鎮守西陲要地，並予以其重兵，因此那些詆毀大臣者都是當誅之人。而這次謠言的起因絕非是偶然形成的，其背後必有原因，正如之前的蔡珽、程如絲等人一般。此次也未必不是有人挾怨報復，並暗中指使，因此雍正下令刑部左侍郎黃炳和四川提督黃廷桂，會同嚴加審問該案。
雍正九年，四川总督。乾隆十三年，两江总督；十六年，陕甘总督；十八年，回任四川总督；二十六年，又任陕甘总督。
而後歷任天津鎮總兵、甘肅巡撫等職。乾隆十二年（1747年）升陝甘總督，次年改兩江總督。十五年（1750年）加太子少保，次年復任陝甘總督。乾隆十八年（1753年）任吏部尚書，次年加太子太保。乾隆二十年（1755年）升武英殿大學士兼吏部尚書。次年晉騎都尉。卒谥文襄。

## 家族
- 父署理閩浙總督、福建巡撫 黃秉中。
- 嫡妻吴氏（胞兄鑲紅旗漢軍、湖北宜昌鎮總兵、骑都尉吳宗寧，父世管佐领吳淇）。继妻郝氏。
- 子黃淇（母郝氏）。
- 孙女黄氏，嫁正蓝旗汉军、河东河道总督李亨特（父两江总督李奉翰，祖父江南河道總督李宏 (清朝)）。
- 孫黃嘉；福建巡撫黄檢；湖南鎮筸鎮總兵黃模。
- 曾孫馬蘭鎮總兵、清東陵總管內務府大臣黃文煜（父黃模）；黃文勳（父黃嘉）娶愛新覺羅氏（父贝勒允祁、康熙帝之二十三子）。

## 延伸阅读
[在维基数据编辑]
 《國朝獻徵錄·卷之五十四》，出自焦竑《國朝獻徵錄》
 《清史稿·卷323》，出自趙爾巽《清史稿》